# Familjen Savage
Familjen Savage (originaltitel: The Savages) är en amerikansk dramakomedifilm från 2007. Filmen är skriven och regisserad av Tamara Jenkins och har Philip Seymour Hoffman och Laura Linney i huvudrollerna.
Vid Oscarsgalan 2008 nominerades Jenkins i kategorin Bästa originalmanus och Linney nominerades för Bästa kvinnliga biroll.

## Handling
Filmen handlar om syskonen Wendy och Jon som tvingas ta hand om sin demente far, Lenny. De ordnar en plats på ett ålderdomshem men Wendy har dåligt samvete och tycker att de borde ordna det bättre för fadern.

## Rollista
- Philip Seymour Hoffman – Jon Savage
- Laura Linney – Wendy Savage
- Philip Bosco – Lenny Savage
- Peter Friedman – Larry
- Guy Boyd – Bill Lachman
- Debra Monk – Nancy Lachman
- Margo Martindale – Roz
- Rosemary Murphy – Doris Metzger
- David Zayas – Eduardo
- Gbenga Akinnagbe – Jimmy
- Tonye Patano – Mrs. Robinson
- Cara Seymour – Kasia
- Kristine Nielsen – Sköterska